# Le fabbriche felici
Le fabbriche felici è un album dei Quadraphonic pubblicato nel 2003.

## Tracce
1. Natale – 3:38
2. Elias – 7:23
3. Le fabbriche felici – 1:57
4. Attesa I – 3:11
5. Attesa II – 3:11
6. Giù – 3:43
7. Pinolo – 3:50
8. En – 1:29